# André-Hubert Roussel
Pour les articles homonymes, voir Roussel.
 (août 2022).
La mise en forme du texte ne suit pas les recommandations de Wikipédia : il faut le « wikifier ».
Les points d'amélioration suivants sont les cas les plus fréquents. Le détail des points à revoir est peut-être précisé sur la page de discussion.
- Les titres sont pré-formatés par le logiciel. Ils ne sont ni en capitales, ni en gras.
- Le texte ne doit pas être écrit en capitales (les noms de famille non plus), ni en gras, ni en italique, ni en « petit »…
- Le gras n'est utilisé que pour surligner le titre de l'article dans l'introduction, une seule fois.
- L'italique est rarement utilisé : mots en langue étrangère, titres d'œuvres, noms de bateaux, etc.
- Les citations ne sont pas en italique mais en corps de texte normal. Elles sont entourées par des guillemets français : « et ».
- Les listes à puces sont à éviter, des paragraphes rédigés étant largement préférés. Les tableaux sont à réserver à la présentation de données structurées (résultats, etc.).
- Les appels de note de bas de page (petits chiffres en exposant, introduits par l'outil «  Source ») sont à placer entre la fin de phrase et le point final[comme ça].
- Les liens internes (vers d'autres articles de Wikipédia) sont à choisir avec parcimonie. Créez des liens vers des articles approfondissant le sujet. Les termes génériques sans rapport avec le sujet sont à éviter, ainsi que les répétitions de liens vers un même terme.
- Les liens externes sont à placer uniquement dans une section « Liens externes », à la fin de l'article. Ces liens sont à choisir avec parcimonie suivant les règles définies. Si un lien sert de source à l'article, son insertion dans le texte est à faire par les notes de bas de page.
- La présentation des références doit suivre les conventions bibliographiques. Il est recommandé d'utiliser les modèles {{Ouvrage}}, {{Chapitre}}, {{Article}}, {{Lien web}} et/ou {{Bibliographie}}. Le mode d'édition visuel peut mettre en forme automatiquement les références.
- Insérer une infobox (cadre d'informations à droite) n'est pas obligatoire pour parachever la mise en page.

Pour une aide détaillée, merci de consulter Aide:Wikification.
Si vous pensez que ces points ont été résolus, vous pouvez retirer ce bandeau et améliorer la mise en forme d'un autre article.
André-Hubert Roussel, né le 2 octobre 1965 à Nancy, est un ingénieur et chef d’entreprise français. Il est président exécutif d’ArianeGroup du 1er janvier 2019 au 4 avril 2023,.

## Carrière professionnelle

### Formation et débuts
André-Hubert Roussel est diplômé de l'Ecole polytechnique et de Télécom ParisTech. Il est nommé "associate" dans le cabinet de conseil Booz Allen Hamilton en 1997, puis entre chez EADS (Airbus) en 2001 comme vice-président d'EADS Telecom.

### Airbus
Il effectue ensuite l’essentiel de sa carrière au sein du groupe Airbus. Recruté en 2009 par François Auque, alors président d'Astrium, branche spatiale d'Airbus, il y dirige l’ingénierie et la production des activités de transport spatial. À partir de 2014, il devient directeur des programmes de lanceurs d'Airbus, où il œuvre au lancement du nouveau programme Ariane 6 de l'ESA.
Il s’implique ensuite dans l’intégration des branches spatiales et défense du groupe d'aéronautique, et devient en février 2015 responsable des opérations et de la qualité des systèmes spatiaux, puis directeur technique de la nouvelle division Airbus Defence and Space. En 2016, il devient directeur des opérations d'Airbus Defence & Space et intègre le comité exécutif. Il dirige la production de projets stratégiques (Eurofighter, MRTT, A400M).

### ArianeGroup
En janvier 2019, André-Hubert Roussel est nommé président exécutif d’ArianeGroup, principal constructeur européen de lanceurs, chargé de garantir l'accès autonome de l'Europe à l'espace avec la maîtrise d'œuvre de la famille de lanceurs Ariane et les services de lancement opérés par sa filiale Arianespace. À cette fonction, il est chargé de « relever les défis de la réussite du premier vol d'Ariane 6 et sa commercialisation au service des clients institutionnels et commerciaux ».
Depuis sa prise de fonction, il s’est notamment impliqué sur les dossiers de souveraineté spatiale européenne, de surveillance spatiale et de protection des satellites militaires,. Il a également impulsé le développement de technologies permettant de rendre les lanceurs européens réutilisables, par la création de la startup MaïaSpace, qui a pour objectif de mettre au point le premier lanceur européen réutilisable, Maïa, en 2026.
Il siège au conseil d’administration d’ArianeGroup depuis juillet 2018. André-Hubert Roussel est également président du groupe industriel européen d’études spatiales, Eurospace. Élu à ce poste le 24 juin 2022, il remplace Jean-Loïc Galle.
Il préside le conseil d’administration d’Arianespace, qui commercialise et opère les services de lancement sur les lanceurs européens Ariane et Vega.
Début avril 2023, il est remplacé au poste de président exécutif par Martin Sion, ; son départ est notamment la conséquence des retards du programme Ariane 6.

## Prises de position
André-Hubert Roussel s’est prononcé à plusieurs reprises en faveur de la souveraineté spatiale de l’Europe. Il défend un investissement soutenu des États européens dans les programmes spatiaux, qui constitue selon lui un pilier de la compétitivité face à des concurrents comme Space X, bénéficiant d’investissements massifs de la part du gouvernement américain,.
Il considère que le « réveil spatial européen » ne peut se faire qu'avec une meilleure prise de conscience du grand public sur l'industrie spatiale.

## Distinctions
- Chevalier de la Légion d'honneur (1er janvier 2021)[19],[20].